# チーラン県
チーラン県（チーランけん、ベトナム語：Huyện Chi Lăng / 縣枝陵?）は、ベトナム社会主義共和国ランソン省の県である。

## 行政区画
以下の2市鎮18社を管轄する。
- ドンモー市鎮（Đồng Mỏ / 同煤）
- チーラン市鎮（Chi Lăng / 枝陵）
- バクトゥイ社（Bắc Thủy / 北水）
- バンヒュー社（Bằng Hữu / 憑佑）
- バンマック社（Bằng Mạc / 憑莫）
- チーラン社（Chi Lăng / 枝陵）
- チエンタン社（Chiến Thắng / 戰勝）
- ザーロック社（Gia Lộc / 嘉祿）
- ホアビン社（Hòa Bình / 和平）
- ヒューキエン社（Hữu Kiên / 友堅）
- ラムソン社（Lâm Sơn / 林山）
- リエンソン社（Liên Sơn / 連山）
- マイサオ社（Mai Sao / 枚稍）
- ニャンリー社（Nhân Lý / 仁里）
- クアンソン社（Quan Sơn / 關山）
- トゥオンクオン社（Thượng Cường / 常強）
- ヴァンアン社（Vân An / 雲安）
- ヴァンリン社（Vạn Linh / 萬靈）
- ヴァントゥイ社（Vân Thủy / 雲水）
- イーティック社（Y Tịch / 倚席）